# Роберт Герінг
Роберт Паул Герінг (нід. Robert Paul Gehring; нар 19 січня 1976 року, Амстелвен) — нідерландський футболіст, який грав на позиції півзахисника. Більшу частину кар'єри — з 1998 по 2009 рік виступав за клуб АФК (Амстердам). Раніше виступав за «Аякс» і іспанські команди «Райо Вальєкано» і «Райо Махадаонда». По завершенні кар'єри став займатись бізнесом, є директором компанії «Bonnit Benelux BV».

## Ранні роки
Роберт Герінг народився 19 січня 1976 року в місті Амстелвен. Його батько був футболістом і підприємцем, Кес Герінг 16 сезонів відіграв за футбольний клуб АФК з 1966 по 1982 рік. Середню освіту Роберт отримав в ліцеї Касімір в Амстелвені, де навчався з 1988 по 1994 роки.

## Футбольна кар'єра

### Клубна
Перші кроки в футболі Герінг робив в клубі АФК, за який раніше виступав його батько. У віці 14 років Роберт був помічений скаутами амстердамського «Аякса», після чого приєднався до юнацької команди цього клубу. У сезоні 1994/95 дублюючий склад «Аякса» разом з Робертом вийшов в 1/2 Кубка Нідерландів, але у півфінальній грі з «Утрехтом» 19-річний півзахисник участь не брав; «Аякс 2» програв з рахунком 2:1.
В кінці лютого 1996 року наставник «Аякса» Луї ван Гал включив Герінга в заявку на матч Суперкубка УЄФА з іспанською «Сарагосою», запланований на 28 лютого. Роберт залишився в запасі, але вже у другому таймі за рахунку 4:0 він з'явився на полі, замінивши на 71-й хвилині автора одного з голів — Фініді Джорджа. Цей матч став дебютним ще для двох футболістів «Аякса» — Дейва ван ден Берга і українця Андрія Демченка. «Аякс» здобув перемогу, а враховуючи нічию в першому матчі, амстердамська команда завоювала престижний трофей. Шість місяців потому Герінг отримав важку травму колінного суглоба — розрив передньої хрестоподібної зв'язки. На відновлення від травми Роберту знадобилося півроку. У липні того ж року Геринг зміг взяти участь у кількох товариських іграх.
У червні 1997 року Роберт і його одноклубник Дейв ван ден Берг перейшли в іспанський клуб «Райо Вальєкано». На відміну від ван ден Берга, Герінг був відданий в оренду в клуб третього дивізіону Іспанії — «Райо Махадаонда».
Після повернення до Нідерландів Роберт став виступати за аматорський клуб АФК, в якому починав свою футбольну кар'єру. У сезоні 2000/01 він був визнаний в клубі гравцем року. Більш ніж за 11 сезонів Герінг зіграв 245 матчів, в яких забив 47 голів і віддав 58 результативних пасів. У травні 2009 року Роберт провів свою останню гру за клуб.

### Збірна Нідерландів
В кінці березня 1995 року Роберт отримав виклик у юнацьку збірну Нідерландів до 20 років, якій належало зіграти на молодіжному чемпіонаті світу в ОАЕ. У заявку з 26 футболістів потрапило ще п'ятеро гравців «Аякса»: Ван ден Берг, Віллемс, Витзенгаусен, Вотер, Ландзат, Мусампа і Мельхіот.

«Це фантастика, мати можливість грати на Кубку світу. Я ніколи не отримував такого шансу, як і інші викликані гравці. Тепер я повинен переконати тренера, що мій талант гідний стартового складу».

У першому матчі підопічні Рінуса Ісраела з мінімальним рахунком поступилися команді Аргентини, програвши 0:1. Роберт вийшов у другому таймі і провів на полі близько півгодини. У другій грі, яка відбулася 16 квітня, нідерландська команда розгромила однолітків з Гондурасу з рахунком 7:1; п'ятий гол у ворота Гондурасу забив на 67-й хвилині Герінг. Для того, щоб вийти з групи, Нідерландам було необхідно перемагати збірну Португалії, однак «помаранчеві» поступилися з рахунком 0:3. Як і у попередніх матчах, Роберт вийшов на заміну.
| Матчі за юнацьку збірну Нідерландів до 16 років | Матчі за юнацьку збірну Нідерландів до 16 років | Матчі за юнацьку збірну Нідерландів до 16 років | Матчі за юнацьку збірну Нідерландів до 16 років | Матчі за юнацьку збірну Нідерландів до 16 років | Матчі за юнацьку збірну Нідерландів до 16 років |
| Дата                                            | Місце проведення                                | Опонент                                         | Рахунок                                         | Голи                                            | Змагання                                        |
| ----------------------------------------------- | ----------------------------------------------- | ----------------------------------------------- | ----------------------------------------------- | ----------------------------------------------- | ----------------------------------------------- |
| 14 березня 1991                                 |                                                 | Угорщина                                        | 1:2                                             | —                                               | Товариський матч                                |
| 13 квітня 1991                                  |                                                 | Уельс                                           | 0:2                                             | —                                               | Товариський матч                                |
| 11 травня 1991                                  | Гронінген                                       | Північна Ірландія                               | 5:0                                             | —                                               | Товариський матч                                |
| 16 травня 1991                                  |                                                 | Англія                                          | 1:1                                             | —                                               | Товариський матч                                |

Всього: 4 матчі / 0 голів; 3 перемоги, 1 нічия, 0 поразок.
| Матчі за юнацьку збірну Нідерландів до 17 років | Матчі за юнацьку збірну Нідерландів до 17 років | Матчі за юнацьку збірну Нідерландів до 17 років | Матчі за юнацьку збірну Нідерландів до 17 років | Матчі за юнацьку збірну Нідерландів до 17 років | Матчі за юнацьку збірну Нідерландів до 17 років |
| Дата                                            | Місце проведення                                | Опонент                                         | Рахунок                                         | Голи                                            | Змагання                                        |
| ----------------------------------------------- | ----------------------------------------------- | ----------------------------------------------- | ----------------------------------------------- | ----------------------------------------------- | ----------------------------------------------- |
| 28 серпня 1991                                  |                                                 | Австрія                                         | 1:0                                             | —                                               | Товариський матч                                |
| 28 серпня 1991                                  |                                                 | Франція                                         | 1:3                                             | 1                                               | Товариський матч                                |
| 1 вересня 1991                                  |                                                 | Швейцарія                                       | 1:4                                             | —                                               | Товариський матч                                |
| 27 листопада 1991                               | Та-Калі                                         | Мальта                                          | 0:6                                             | —                                               | Кваліфікація до Євро-1992                       |
| 28 квітня 1992                                  | Ейсден                                          | Люксембург                                      | 2:2                                             | —                                               | Товариський матч                                |
| 7 травня 1992                                   | Ая-Напа                                         | Ірландія                                        | 0:2                                             | —                                               | Чемпіонат Європи 1992                           |
| 9 травня 1992                                   | Ая-Напа                                         | Іспанія                                         | 2:0                                             | —                                               | Чемпіонат Європи 1992                           |

Разом: 7 матчів / 1 гол; 4 перемоги, 1 нічия, 2 поразки.
| Матчі за юнацьку збірну Нідерландів до 18 років | Матчі за юнацьку збірну Нідерландів до 18 років | Матчі за юнацьку збірну Нідерландів до 18 років | Матчі за юнацьку збірну Нідерландів до 18 років | Матчі за юнацьку збірну Нідерландів до 18 років | Матчі за юнацьку збірну Нідерландів до 18 років |
| Дата                                            | Місце проведення                                | Опонент                                         | Рахунок                                         | Голи                                            | Змагання                                        |
| ----------------------------------------------- | ----------------------------------------------- | ----------------------------------------------- | ----------------------------------------------- | ----------------------------------------------- | ----------------------------------------------- |
| 15 вересня 1992                                 | Салерно                                         | Шотландія                                       | 1:2                                             | —                                               | Товариський матч                                |
| 17 вересня 1992                                 | Салерно                                         | Італія                                          | 3:0                                             | —                                               | Товариський матч                                |
| 19 вересня 1992                                 | Салерно                                         | Бельгія                                         | 0:3                                             | —                                               | Товариський матч                                |

Разом: 3 матчі / 0 голів; 2 перемоги, 0 нічиїх, 1 поразка.
| Матчі за юнацьку збірну Нідерландів до 20 років | Матчі за юнацьку збірну Нідерландів до 20 років | Матчі за юнацьку збірну Нідерландів до 20 років | Матчі за юнацьку збірну Нідерландів до 20 років | Матчі за юнацьку збірну Нідерландів до 20 років | Матчі за юнацьку збірну Нідерландів до 20 років |
| Дата                                            | Місце проведення                                | Опонент                                         | Рахунок                                         | Голи                                            | Змагання                                        |
| ----------------------------------------------- | ----------------------------------------------- | ----------------------------------------------- | ----------------------------------------------- | ----------------------------------------------- | ----------------------------------------------- |
| 13 квітня 1995                                  | Доха                                            | Аргентина                                       | 0:1                                             | —                                               | Чемпіонат світу 1995                            |
| 16 квітня 1995                                  | Доха                                            | Гондурас                                        | 7:1                                             | 1                                               | Чемпіонат світу 1995                            |
| 20 квітня 1995                                  | Доха                                            | Португалія                                      | 0:3                                             | —                                               | Чемпіонат світу 1995                            |

Всього: 3 матчі / 1 гол; 1 перемога, 0 нічиїх, 2 поразки.

## Особисте життя
Роберт проходив навчання в бізнес школі Гарлема, а з 2001 по 2002 рік навчався в бізнес університеті Нінроде, де отримав ступінь магістра наук в галузі управління. У 2001 році Герінг влаштувався на роботу в амстердамське відділення американської компанії «Tommy Hilfiger» з виробництва одягу, чиїм генеральним директором був його дядько Фред Герінг.
Зі своєю майбутньою дружиною, Петрою Стаппер, Роберт познайомився на зустрічі співробітників компанії «Tommy Hilfiger»; у той час вона працювала в жіночому відділі (women's Wear), де була менеджером з продажу. Пропозиція Петра вийти за нього заміж, Роберт зробив під час відпочинку на південному сході Франції, в місті Сент-Максім. Їх весілля відбулося в Амстердамі, в католицькій церкві Де Дейф.
У 2009 року у них народилася донька — Тедді Софі, в тому ж році Петра створила власний бренд по виробництву в'язаного одягу під назвою «Knit-ted». У січні 2011 року Роберт став директором компанії «Bonnit Benelux BV», яку заснував його батько в 1975 році.